# Chiesa di Sant'Antonio Abate (Veniano)
La chiesa di Sant'Antonio Abate è la parrocchiale di Veniano, in provincia di Como e arcidiocesi di Milano; fa parte del decanato di Appiano Gentile.

## Storia
La presenza, a Veniano, di un oratorio di piccole dimensioni dedicato a sant'Antonio abate si ha a partire dal 1504.
Nel 1583 l'arcivescovo di Milano Carlo Borromeo decretò che la parrocchialità venisse trasferita in questo dalla chiesa di Santa Maria, ubicata in campagna e scomoda per i fedeli; la disposizione fu attuata nel 1596 e dal 1601 divenne definitiva.
Dalla relazione della visita del 1747 dell'arcivescovo Giuseppe Pozzobonelli s'apprende che a servizio della cura d'anime vi era unicamente il parroco, che il numero dei fedeli era pari a 390, che la parrocchiale, in cui avevano sede la confraternita del Santissimo Sacramento e la società della perpetua adorazione del Santissimo Sacramento, aveva come filiali gli oratori di Maria Vergine in Campo e dei Santi Lorenzo e Fermo nel quartiere Veniano Superiore.
Tra il 1752 e il 1757 la parrocchiale, all'epoca ad un'unica navata, venne interessata da un rifacimento secondo il progetto dell'architetto Carlo Astolfi; alcuni decenni dopo, nel 1787, il campanile fu sopraelevato.
Nel 1901 l'arcivescovo Andrea Carlo Ferrari, nel corso della sua prima visita pastorale, rilevò che i fedeli ammontavano a 807 e che la parrocchiale, da cui dipendeva la chiesetta di San Lorenzo, era sede della confraternita del Santissimo Sacramento, delle Pie unioni delle Figlie di Maria e dei Figli di San Luigi, dell'associazione della Sacra Famiglia e della compagnia del Sacro Cuore di Gesù.
Tra il 1904 e il 1908 l'edificio fu oggetto di un ampliamento che previde l'aggiunta delle due navate laterali; in quest'occasione venne pure ricostruita la facciata su disegno dell'architetto lariano Federico Frigerio.

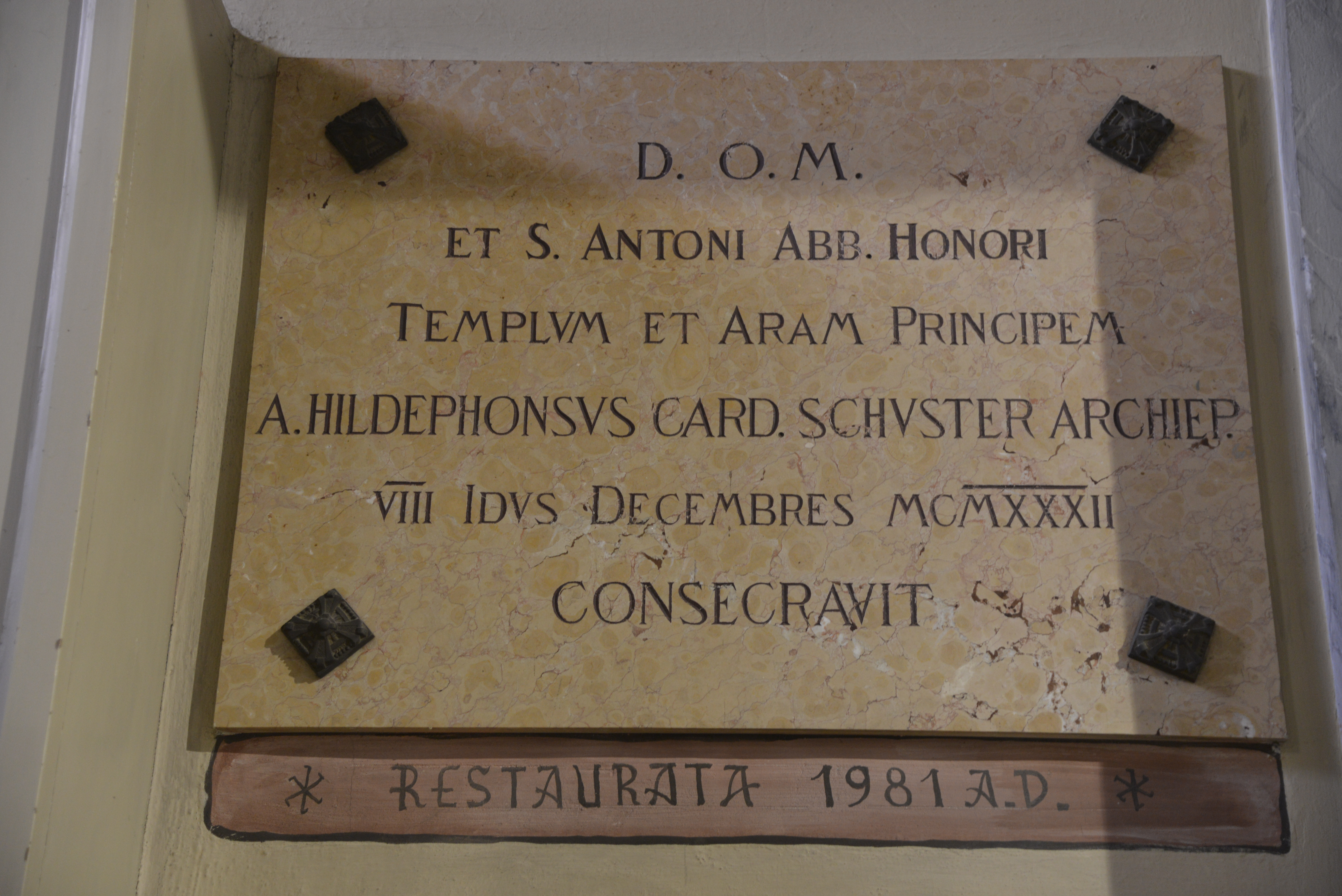
Lapide posta a memoria della consacrazione della chiesa e dell'altare maggiore.

L'8 dicembre 1939 la chiesa e l'altare maggiore furono consacrati dal cardinale Alfredo Ildefonso Schuster.
Tra il 1971 e il 1972, in seguito alla riorganizzazione territoriale dell'arcidiocesi voluta dall'arcivescovo Giovanni Colombo, la parrocchia confluì nel decanato di Appiano Gentile, nato dalla trasformazione del precedente omonimo vicariato.
Nel 1975 la chiesa fu interessata dall'adeguamento liturgico postconciliare, in occasione del quale si provvide ad installare il nuovo altare rivolto verso l'assemblea e a rimuovere le balaustre che delimitavano il presbiterio.
La parrocchiale venne restaurata nel 1981, mentre nel 1997 si procedette al rifacimento del tetto e alla ristrutturazione della facciata, degli esterni e del campanile; nel 2017, invece, si rese necessario il ripristino delle decorazioni del presbiterio, che erano state danneggiate da alcune infiltrazioni.

## Descrizione

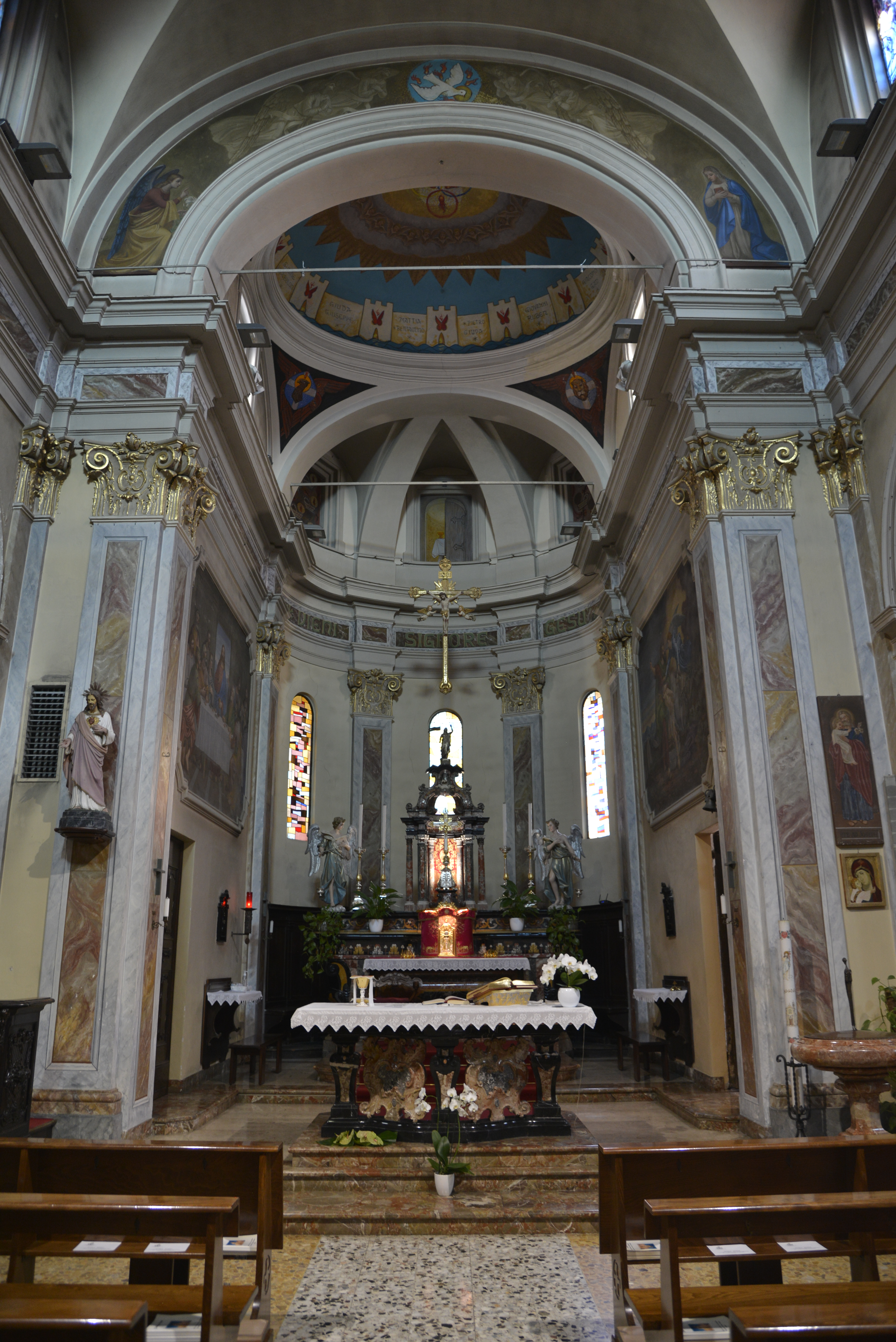
Il presbiterio.

### Esterno
La facciata a salienti della chiesa, rivolta a sudovest e scandita da lesene d'ordine gigante, è suddivisa da una fascia recante l'iscrizione "S. ANTONIO ABBATI PATRONO DICATUM" in due registri: quello inferiore, più largo, presenta i tre portali d'ingresso, sormontati da timpani semicircolari spezzati, mentre quello superiore è caratterizzato da una finestra e coronato dal frontone triangolare.
Annesso alla parrocchiale è il campanile a base quadrata, la cui cella presenta su ogni lato una monofora a tutto sesto protetta da balaustra ed è coperta dal tetto a quattro falde.

### Interno
L'interno dell'edificio è articolato in tre navate, separate da pilastri abbelliti lesene sorreggenti degli archi a tutto sesto, sopra i quali corre la trabeazione modanata e aggettante su cui si impostano le volte, a botte sulla navata centrale e a crociera su quelle laterali; al termine dell'aula si sviluppa il presbiterio, rialzato di alcuni gradini, ospitante l'altare maggiore e chiuso dall'abside di forma semicircolare.
Qui sono conservate diverse opere di pregio, tra le quali i due affreschi ritraenti rispettivamente l'Ultima Cena e il sacrificio di Isacco, eseguiti da Camillo Dossena nel 1952, la tela con soggetto Cristo morto tra la Madonna e i Santi Antonio e Carlo, firmata da Isidoro Bianchi, e la serie di affreschi che rappresentano la Santissima Trinità, una corona di Angeli, i Dodici Apostoli e i Simboli dei quattro Evangelisti, dipinti da Luciano Bartoli.